# 오가와 가즈마사
오가와 가즈마사(일본어: 小川 一眞,1860년 9월 29일 ~ 1929년 9월 6일), 또는 오가와 가즈마, 오가와 잇신은 일본 메이지 시대에 활동했던 사진가이다.

## 생애
오가와는 무사시국 사이타마군 오시번에서 마쓰다이라씨의 사무라이 집안에서 태어났다. 15세의 나이에 요시와라 히데오로부터 영어와 사진술을 배웠고, 1880년에 도쿄로 유학하여 영어를 더 익혔다. 이듬해 요코하마 경찰국에 통역사로 고용되어 근무하며 시모오카 렌조로부터 사진을 배웠다.
1882년에 보스턴으로 유학하여 인물사진과 유리건판 사진술을 배웠다. Albert Type Company에서는 콜로타입 기법을 익혔다.
1884년에 일본으로 돌아와 이다바시에 사진관을 열었는데, 도쿄 최초의 사진관이었다. 그로부터 4년 뒤 츠키지 건판제조회사(築地乾板製造会社)를 설립해 사진작가들이 사용할 수 있도록 유리건판을 제작, 판매했다. 1886년에는 조선 한양에서 사진을 여럿 찍었다.1889년에는 일본 최초로 콜로타입 기법을 활용한 사업장인 오가와 사진제판소(小川写真製版所)를 개점했다. 같은 해에 〈샤신신포(写真新報)〉에서 편집자로 일을 했는데, 〈코카(国華)〉와 함께 당시 일본에 둘밖에 없는 사진잡지였다.
오가와는 일본사진회(日本寫眞會)의 창설 멤버였다. 1891년에는 료운카쿠의 개장을 기념하여 게이샤 사진을 포함한 도쿄의 사진을 100장 촬영하여 전시회를 열었다.

## 갤러리

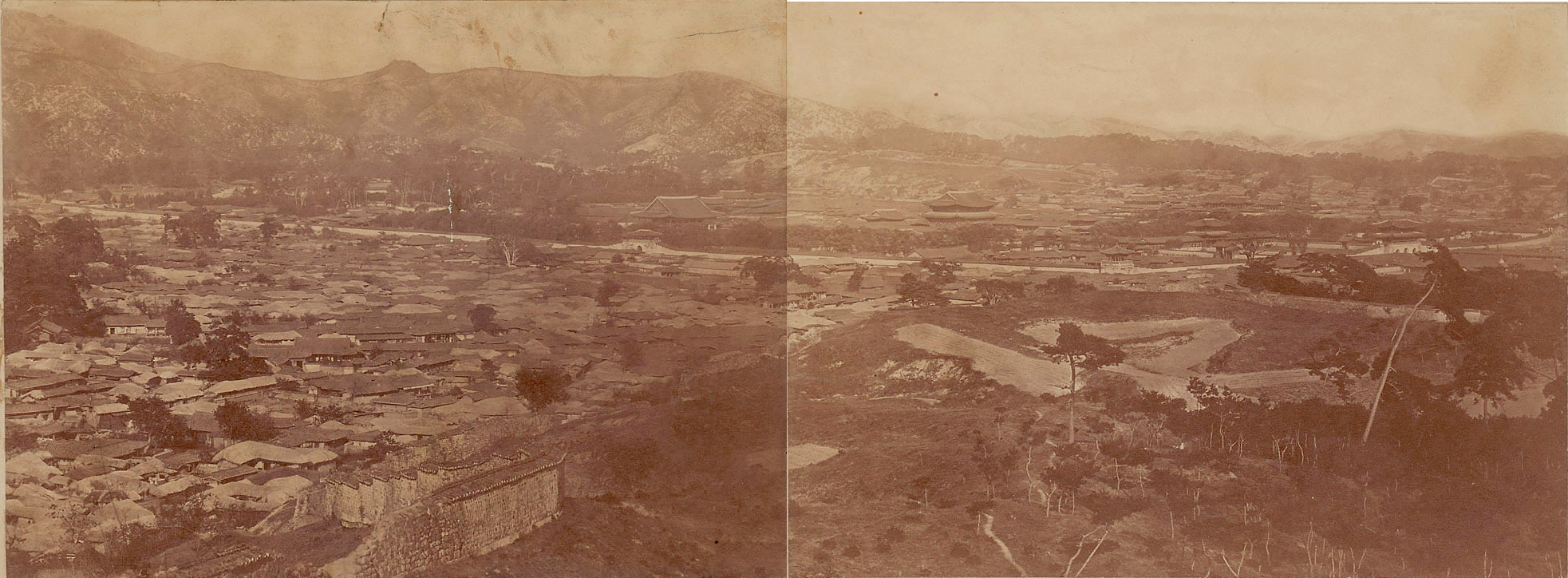
1886년에 촬영한 한양 사진. 위스콘신 대학교 소장. 경복궁이 나타나있다.